# La bestia uccide a sangue freddo
La bestia uccide a sangue freddo è un film del 1971, diretto da Fernando Di Leo e interpretato da Klaus Kinski.

## Trama
L'ennesimo litigio tra Hans e sua moglie Ruth contraddistingue il viaggio che l'uomo compie per rinchiudere la moglie nella clinica psichiatrica per sole donne del prof. Osterman. Ma nell'ospedale si aggira nottetempo un individuo incappucciato che, dopo aver attentato invano alla vita della ricca signora Cheryl Hume, decapita un'infermiera nel giardino, pugnala barbaramente Ruth nel suo letto, rinchiude un autista, reo di averlo disturbato, nella Vergine di Norimberga, massacra con una scure Anna (una ninfomane) e colpisce con la freccia di un'antica balestra miss Pearl, affacciatasi alla finestra della camera dove stava consumando un rapporto saffico con l'infermiera Hilde.
Il dottor Osterman e il suo imperscrutabile assistente, il dott. Francis Klay, cercano di arginare il diffondersi del panico nella clinica nascondendo temporaneamente l'entità della strage alla polizia, ma poi chiedono aiuto all'ispettore Korres che per acciuffare l'assassino organizza una trappola con Cheryl come esca. L'assassino è Harold Hume, marito di Cheryl, che intendeva ucciderla per ereditarne l'azienda. Questi, smascherato, nella sua fuga colpisce due poliziotti e, rifugiatosi nella stanza da letto delle infermiere, compie un massacro prima di venire finalmente ucciso da una scarica di proiettili.

## Curiosità
- Da notare la similitudine del film con la pellicola francese Traitement de choc (1973) di Alain Jessua, che condivide col film italiano l'ambientazione (una clinica di cura in Francia), le frequenti nudità femminili e la figura della donna ospite e spettatrice impotente in un luogo dove avvengono dei delitti; inoltre, tale film in Italia è stato distribuito col titolo L'uomo che uccideva a sangue freddo, un più che evidente richiamo al film di Fernando Di Leo.

- Nella scena in cui Rosalba Neri si masturba (la scena è simulata), vennero inseriti dei primi piani hardcore (realizzati per la versione francese, ma da molti anni disponibili su dvd italiano) all'insaputa dell'attrice.